# 高斯克鲁格坐标系
高斯克鲁格坐标系是以德国数学家卡尔·弗里德里希·高斯和约翰·海因里希·路易斯·克吕格而命名的用于地图学中的度量系统。